# Leonard Courtney

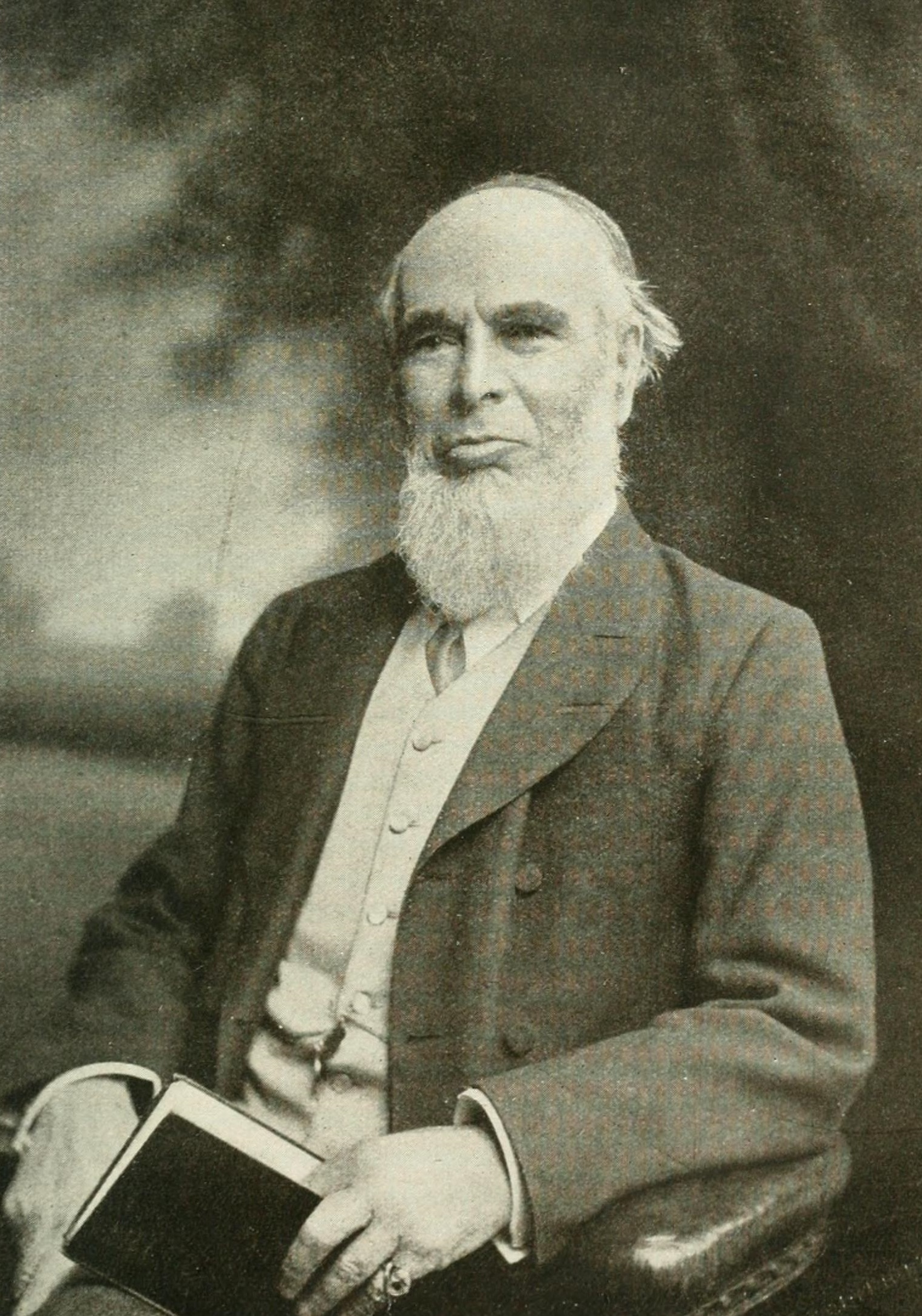
Retrato de Leonard Courtney de Penwith

Leonard Courtney (6 de julio de 1832-11 de mayo de 1918) fue un político, académico y hombre de letras británico, miembro de la segunda administración de William Ewart Gladstone de 1880 a 1883. Sirvió como Portavoz Adjunto de la Cámara de los Comunes entre 1886 y 1893.

## Primeros años
Courtney nació en Penzance, Cornualles. Era el hijo mayor del banquero John Sampson Courtney y de su esposa Sarah, hija de John Mortimer. Dos de sus hermanos, John Mortimer Courtney (1838-1920), y William Prideaux Courtney (1845-1913), también se dedicarían a tareas de administración pública, el primero al servicio del gobierno de Canadá (desde 1869 hasta 1906), donde llegó a ser Viceministro de Finanzas, y el segundo en el Servicio Civil Británico (1865-1892), como destacado hombre de letras y bibliógrafo.
Se educó en el Saint John's College (Cambridge), donde fue el segundo promedio de su clase y obtuvo el primer lugar en el Premio Smith (premio de Matemática y Física Teórica de la universidad), donde más adelante fue elegido miembro del claustro de profesores. Fue invitado a hablar en la Lincoln's Inn Society (perteneciente a la Escuela de Leyes de Harvard), en 1858. De 1872 a 1875 fue profesor de Economía Política en el Colegio de la Universidad de Londres.

## Carrera política

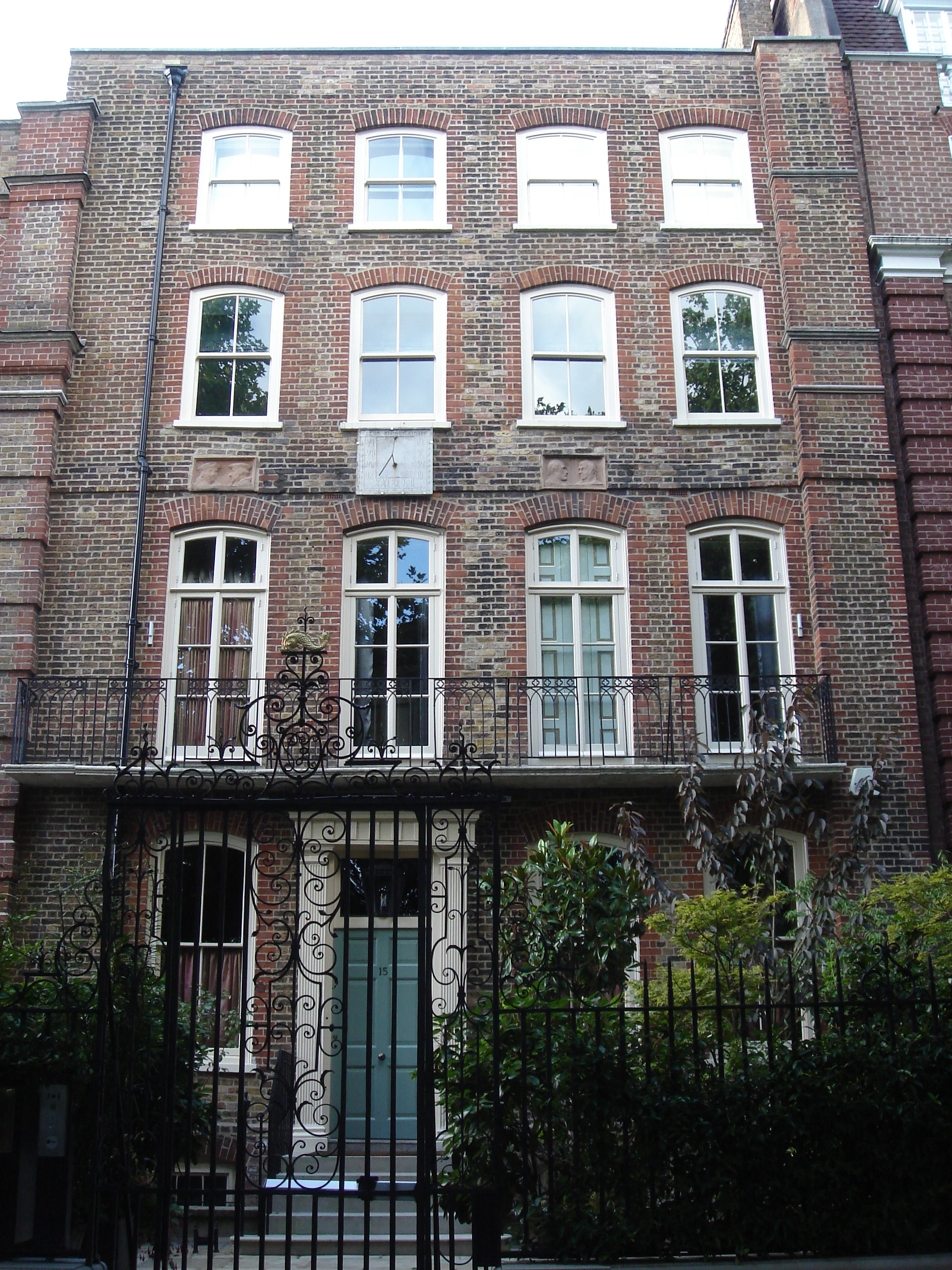
Paseo Cheyne n° 15, Chelsea, Londres, donde Courtney residió hasta su muerte

En diciembre de 1876, después de un anterior intento fallido, Courtney fue elegido para el parlamento como representante de Liskeard por el Partido Liberal. Continuó representando al burgo Liskeard (posteriormente fusionado con la representación de Bodmin por la Ley de Reforma de 1885), hasta 1900, cuando su actitud ante la Guerra sudafricana (Courtney y su mujer Catherine eran de los miembros más importantes del Partido Pro-bóer) le obligó a retirarse.
Hasta 1885, fue partidario de William Gladstone, particularmente en asuntos de finanzas y del extranjero. En 1880 se le nombró Subsecretario de Estado para Asuntos Internos, en 1881 Subsecretario de Estado para las Colonias y en 1882 Secretario Financiero para la tesorería. Era conocido como un tenaz defensor de sus ideas y de sus principios, y después de enterarse de que el programa de reforma del gobierno de 1884 no contenía ningún reconocimiento del sistema de representación proporcional, con el que estaba profundamente comprometido, renunció al cargo. Rechazó apoyar la legislación de la Home Rule que aumentaba la autonomía de Irlanda promovida por el gabinete de Gladstone en 1886, siendo uno de los principales parlamentarios que contribuyeron a su rechazo, labrándose una reputación de integridad y eminencia intelectual que dieron solidez al Partido Liberal Unionista.
En 1886, Courtney fue elegido Presidente de Maneras y Medios (Portavoz adjunto de la Casa de los Comunes) y fue jurado del Consejo Privado del Reino Unido en 1889. Su eficacia en esta oficina hizo que se convirtiera en el principal candidato para la presidencia de la Cámara después de las Elecciones Generales de 1895. Aun así, un Liberal Unionista podría ser elegido solo contando con los votos Conservadores, y Courtney se había enemistado a una gran parte del Partido Conservador por su actitud independiente en varias cuestiones, en las que su liberalismo era mayor que su lealtad al partido. De todas formas, quedó incapacitado por una afección de la vista, que por un tiempo amenazó con retirarle de vida pública por completo.
Después de 1895, las divergencias de Courtney con el Partido Unionista en cuestiones distintas de la política irlandesa se volvieron gradualmente más marcadas. Conocido en la Casa de los Comunes principalmente por su franca crítica de las medidas introducidas por sus dirigentes, tenía más posibilidades de ser reconocido por la oposición que por el gobierno. Cuando se produjo la crisis del Transvaal en 1899, sus puntos de vista, que se mantuvieron sustancialmente iguales apoyando los asentamientos de los bóeres incluso después de la derrota británica en la batalla de Majuba en 1881, se habían vuelto incompatibles con su posición como seguidor nominal de Lord Salisbury y de Joseph Chamberlain. Dirigió el trabajo del Comité de Conciliación Sudafricano, que mostró los perjuicios causados por los británicos a los bóeres en Sudáfrica.
Adoptó la afiliación formal al Partido Liberal, y en enero de 1906, disputó sin éxito la representación por el Oeste de Edimburgo como seguidor de Sir Henry Campbell-Bannerman en las elecciones generales. En 1906 recibió el título nobiliario de Barón Courtney de Penwith, por el Condado de Cornwall.
Courtney fue un destacado seguidor del movimiento por los derechos femeninos a través de la influencia de su mujer y de su cuñada. En sus primeros años, colaboró regularmente en el Times, y escribió varios ensayos sobre revisiones fundamentales de temas políticos y económicos. En 1901 publicó un libro titulado La Constitución Laboral del Reino Unido. Presidió la Sociedad Estadística Real entre 1897 y 1899. El artista Norman Garstin se encontraba en su círculo de amigos íntimos.

## Vida personal

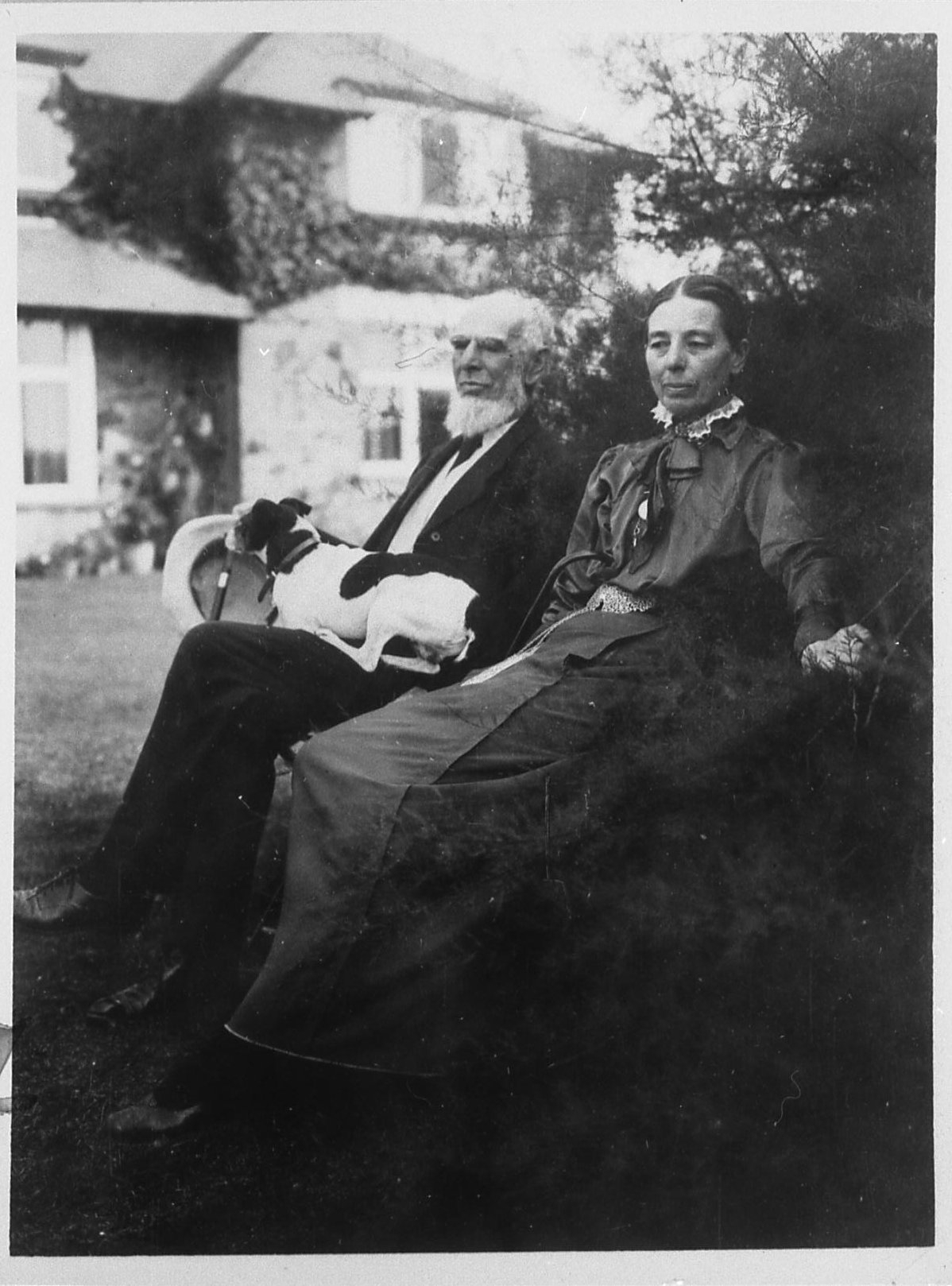
Lord Courtney y su mujer Catherine en 1916

Courtney se casó en 1883 con Catherine Potter, hija de Richard Potter y hermana mayor de Beatrice Webb. No tuvieron hijos.
En mayo de 1918, a sus 85 años, residía en el Paseo Cheyene 15 cuando falleció. Dejó una suma total de 56.672 libras. Al no tener hijos, su título nobiliario se extinguió con él.